# Luiz Guilherme Pozzi
Luiz Guilherme Pozzi (Cornélio Procópio, 27 de dezembro de 1979) é um pianista e professor de piano brasileiro.

## Biografia
Luiz Guilherme Pozzi concluiu o bacharelado em piano na Escola de Música e Belas Artes do Paraná, em 2002, na classe de piano da professora Olga Kiun. No ano seguinte foi admitido na Escola Superior de Música da cidade de Freiburg im Breisgau, na Alemanha, integrando a classe do professor Felix Gottlieb.
Em 2005 prosseguiu seus estudos pianísticos na cidade de Graz, na Áustria, desta vez com o pedagogo russo Alexander Satz. Retornou ao Brasil em 2008, concluindo seu mestrado em música (práticas interpretativas), na Universidade de Campinas e seu doutorado na Universidade de São Paulo.
Além da carreira como pianista, Pozzi leciona piano e música de câmara na EMESP, na Faculdade Santa Marcelina e é professor contratado da Universidade de São Paulo. Em 2017 assumiu a curadoria da série de Recitais de Piano do Museu Brasileiro da Escultura e Ecologia (MuBE), série tradicional na capital paulista que apresenta recitais de piano aos domingos durante o ano todo.

## Premiações
Além de uma série de premiações em concursos de piano no início de sua carreira, o CD de estreia do pianista, gravado ao vivo com a Sonata Op. 5 de Johannes Brahms e a Sonata em si menor de Franz Liszt, recebeu o Prêmio Revelação, no 26º Prêmio da Música Brasileira.